# Моререшть (Арджеш)
Моререшть, Моререшті (рум. Morărești) — село у повіті Арджеш в Румунії. Адміністративний центр комуни Моререшть.
Село розташоване на відстані 136 км на північний захід від Бухареста, 29 км на північний захід від Пітешть, 96 км на північний схід від Крайови, 109 км на південний захід від Брашова.

## Населення
За даними перепису населення 2002 року у селі проживали 646 осіб, з них 645 осіб (99,8%) румунів. Рідною мовою 644 особи (99,7%) назвали румунську.